# Патриаршие приходы в Швеции
Благочи́ние Патриа́рших прихо́дов в Шве́ции (Благочиние приходов Моско́вского патриарха́та в Швеции, Ру́сская правосла́вная це́рковь Московского патриархата в Швеции, швед. Ryska Ortodoxa Kyrkan Moskvapatriarkatet i Sverige) — церковно-административная структура Русской православной церкви, объединяющая приходы на территории Швеции, которые имеют ставропигиальный статус и административно подчинённые патриарху Московскому через председателя Отдела внешних церковных связей.

## История
Русская православная церковь была официально представлена в Швеции c 1617 года благодаря первому русскому храму в честь Похвалы Пресвятой Богородицы, основанному при русском торговом дворе по Столбовскому мирному договору. Позднее церковь перешла в разряд посольской и была освящена в честь Преображения Господня.
Русские священнослужители — протоиерей Арсений Судаков и священник Василий Архангельский осуществили первые переводы Литургии Иоанна Златоуста и Василий Великого, заложив основу в дело перевода православных богослужебных и вероучительных книг на шведский язык. После революции приходы, бывшие в подчинении Русской православной церкви, отошли к Западноевропейскому экзархату, который с 1931 года входил в состав к Константинопольской православной церкви.
В 1989 году в Стокгольме возникло Общество преподобного Сергия Радонежского, объединившее сторонников сохранения русской культуры в иноязычной среде. Оно послужило основой Сергиевского прихода в Стокгольме, образованного в 1991 году. В октябре 1996 года Священный синод Русской православной церкви удовлетворил обращение Приходского совета и принял Сергиевский приход под омофор патриарха Московского и всея Руси. С 1998 года в храме совершаются регулярные богослужения.
7 марта 2000 года Священный Синод Русской православной церкви принял в свою юрисдикцию новообразованный Покровский приход в Гётеборге.
3 мая 2003 года Священный Синод Русской православной церкви постановил принять новообразованные приходы в честь Казанской иконы Божией Матери в Вестеросе, во имя первоверховных апостолов Петра и Павла в Умео и во имя святителя Николая в Упсале в юрисдикцию Русской православной церкви Московского патриархата.
24 декабря 2004 решением Священного Синода было учреждено благочиние приходов Московского патриархата в Швеции, в состав которого были включены приходы в городах Стокгольме, Гётеборге, Уппсала, Умео и Вестерос. Временно исполняющим обязанности благочинного назначен представитель Московского патриархата в Финляндии протоиерей Виктор Лютик (журнал № 95).
В январе 2007 года Камерколлегия Швеции приняла решение о государственной регистрации Русской православной церкви (Московского патриархата) в Швеции, что позволило приходам Московского патриархата в Швеции получить официальный статус религиозных объединений; до этого они существовали как общественные организации. Получение такого права позволяет общинам иметь собственные места погребения единоверцев, регистрировать браки прихожан, а также право претендовать на право получения материальной поддержки со стороны государственных органов. К тому времени, помимо зарегистрированных приходов в Стокгольме, Гётеборге, Умео, Упсале и Вестеросе, регулярные богослужения совершались в Евле, Лулео и Карлстаде.
27 июля 2009 года в решением Священного Синода в состав благочиния патриарших приходов в Швеции были включены 2 новообразованных прихода: приход в честь иконы Божией Матери «Призри на смирение» в Карлстаде и приход в честь иконы Божией Матери «Нечаянная радость» в Лулео, Швеция.
4 ноября 2023 года председатель Отдела внешних церковных связей Московского Патриархата митрополит Волоколамский Антоний совершил великое освящение Казанского храма в городе Вестеросе (Швеция).

## Приходы
согласно сайту sweden.cerkov.ru:
- Сергиевский приход в Стокгольме

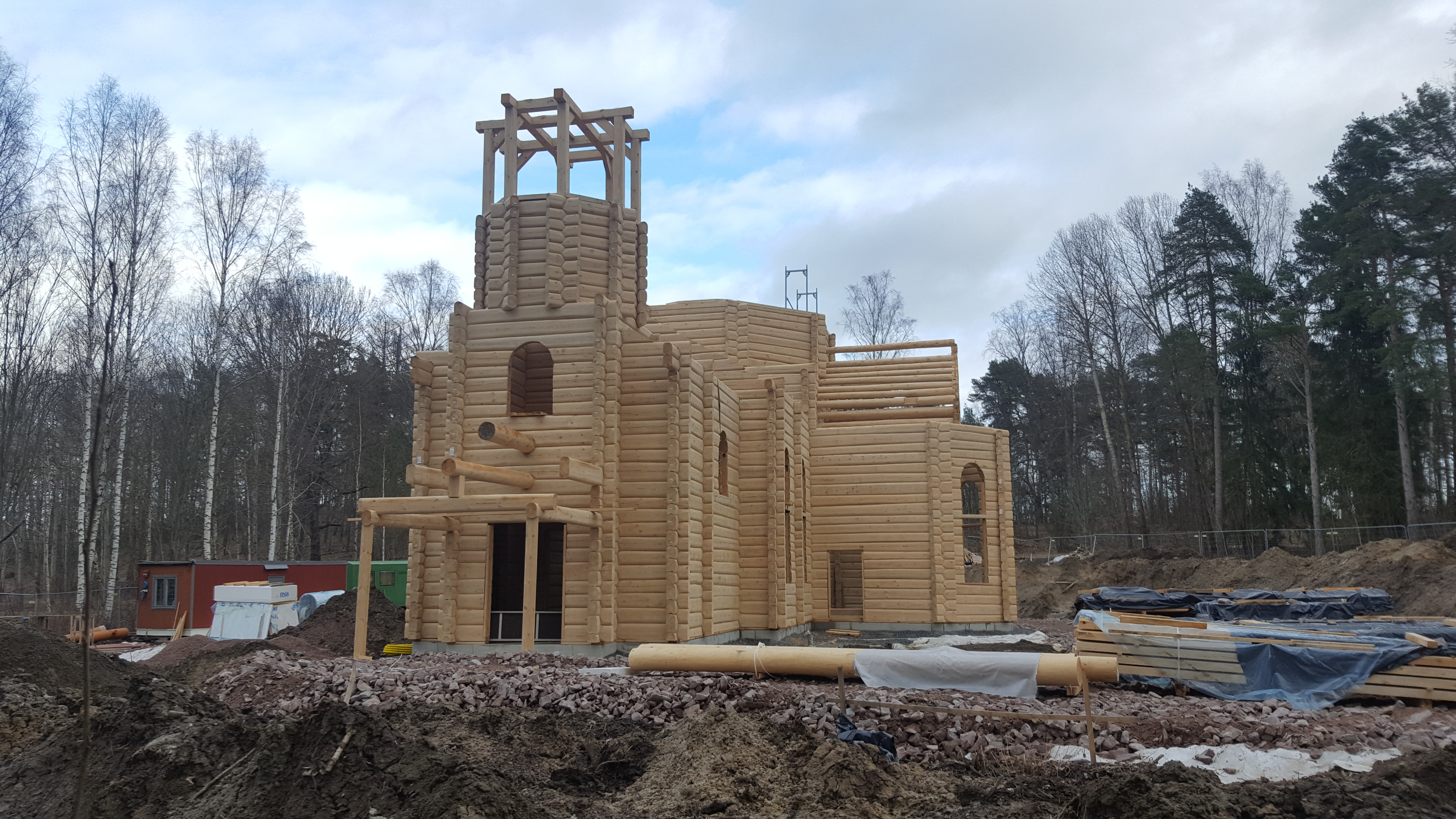
Начало строительства Казанской церкви в Вестеросе

- Храм Казанской иконы Божией Матери в Вестеросе
- Приход во имя Покрова Божией Матери в Гётеборге
- Приход в честь иконы Божией Матери «Призри на смирение» в Карлстаде
- Приход в честь иконы Божией Матери «Нечаянная радость» в Лулео
- Приход в честь святых первоверховных аппостолов Петра и Павла в Умео
- Приход во имя святителя Николая Чудотворца в Уппсале
- Приход Успения Божией Матери в Евле
- Шведская православная община в честь Воскресения Христова в Арбуге
- Приход Архистратига Божия Михаила в Йёнчёпинге
- Приход Воскресения Христова в Хельсингборге